# Xã Washington, Quận Buena Vista, Iowa
Xã Washington (tiếng Anh: Washington Township) là một xã thuộc quận Buena Vista, tiểu bang Iowa, Hoa Kỳ. Năm 2010, dân số của xã này là 514 người.